# Hetytologia
Hetytologia – nauka z dziedziny nauk historycznych, zajmująca się dziejami starożytnego państwa Hetytów (XVII-XII w. p.n.e.), kulturą materialną i duchową Hetytów oraz ich językiem.
Jako początek hetytologii jako odrębnej nauki przyjmuje się rok 1915, kiedy to czeski uczony Bedřich Hrozný rozszyfrował pismo hetyckie z tabliczek odnalezionych w anatolijskim Boğazköy.
Do znanych polskich hetytologów zaliczali się m.in. Stefan Przeworski, Rudolf Ranoszek i Maciej Popko.